# 185

## Esdeveniments
- Còmmode executa els membres de les famílies rivals
- Explicacions sobre les refraccions de la llum solar per part de Cleòmedes (escriptor)

## Naixements
- Wang Xiang, ministre de Cao Wei durant el període dels Tres Regnes.
- Xiahou Shang, general militar de Cao Wei durant el període dels Tres Regnes.

## Necrològiques
- Roma - Apol·loni de Roma, apologista i màrtir romà, venerat com a sant per diverses confessions cristianes.
- 11 de gener - Sun Xia, líder rebel local dels Turbants Grocs.[1]